# Laodice del Ponto
Laodice (in greco antico: Λαοδίκη?, Laodíke; fl. III secolo a.C.), chiamata nella storiografia moderna Laodice del Ponto, è stata una regina pontica, moglie del generale seleucide Acheo.

## Biografia
Laodice era figlia del re Mitridate II del Ponto, quindi sorella di Laodice III (moglie di Antioco III) e di Mitridate III. Laodice crebbe a Selge, in Pisidia, da un facoltoso cittadino, Logbasis, che la trattava come se fosse una figlia sua. Laodice sposò Acheo, un nobile e generale seleucide che si era ribellato al potere centrale; nel 213 a.C. Acheo cadde nelle mani di Antioco III e Laodice, che era rimasta a Sardi, fu costretta ad arrendersi e a consegnarsi ai vincitori.